# Nicola Di Bari
Michele Scommegna (Zapponeta, Apulia, Italia, 29 de septiembre de 1940), más conocido por su nombre artístico Nicola di Bari, es un cantautor italiano. Ganó el Festival de San Remo en los años 1971 y 1972.
En sus canciones se encuentra a menudo el tema de la emigración y el sentimiento de gran apego a la tierra natal, la región meridional de Apulia, y a la vida de los campos, con llamadas a la campiña y a sus colores. Una de las piezas que él compuso, Zapponeta, está dedicada a su ciudad natal; otro título suyo muy conocido es Paese.

## Trayectoria artística

### Los inicios
Originario de un pequeño pueblo en los campos de la provincia de Foggia, deja Apulia para trasladarse a Milán en busca de aceptación como cantante; en los primeros años de permanencia en la capital lombarda para mantenerse efectúa también humildes trabajos como camarero y albañil. Incluso llegó a viajar a América en busca de fortuna a principio de los 50. En Caracas, Venezuela, desempeñó varios oficios, entre ellos taxista.
Después de haberlo escuchado cantar, algunos colegas lo impulsan a emprender la carrera musical, y así Michele, elige el nombre artístico de Nicola di Bari (en honor al santo, de quien es devoto: San Nicolás de Bari), participa en 1961 en un concurso de canciones nuevas con una pieza suya, "Piano pianino", y lo gana: comienza así y a exhibirse en algunos locales de Milán, pero continuando el trabajo de día. Una tarde lo escucha Walter Guertler, que decide proponerle un contrato por su casa discográfica, la Jolly, y de contratarlo como colaborador para permitirle tener más libertad por su actividad musical; el primer corte en cambio, "Piano... pianino...", pasa inadvertido. Continúa teniendo noches, incluso algunas en Suiza.

### Los primeros éxitos
En 1964 participa en el Cantagiro con "Amor vuelve a casa", obteniendo un discreto éxito. El año siguiente se presenta al Festival de San Remo con "Amigos míos" (en pareja con Gene Pitney) y al Cantagiro con "Lloraré".
Vuelve al Festival en 1966 con "Ella me espera", y de nuevo al Cantagiro con "3.000 tambores", y todavía, por cuarta vez consecutiva, a San Remo en 1967 con "Miren a sus espaldas". En estos años en Jolly conoce y se convierte en amigo de Luigi Tenco, y años después le dedicará un álbum completo a las canciones del cantautor. Estos primeros éxitos lo vuelven un nombre conocido, por el cual a fines de 1967 es contactado por RCA, que lo contrata y le hace editar en 1968 la versión de una canción de Eric Charden, "El mundo es gris el mundo es azul", que tiene un gran éxito (años después Franco Battiato, en su célebre canción "Cuccurucucu", la citará), repetido el año siguiente por otro con una versión de, "Eternamente", de la película Candilejas de Charles Chaplin: pero falta todavía una gran afirmación, que  tendrá lugar en los primeros años de la década siguiente.

### Años 1970

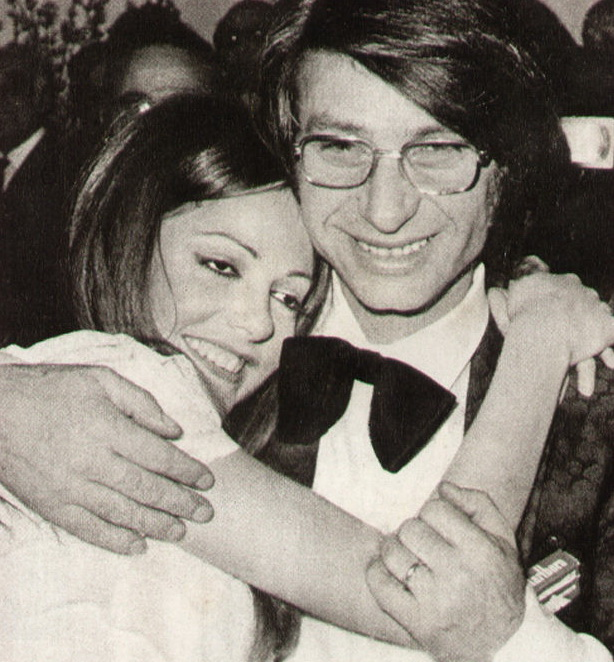
Di Bari y Nada celebran su victoria en el Festival de la Canción de San Remo 1971.

La vuelta se produce en 1970: Gianni Morandi debería cantar en San Remo la canción "Primera cosa bella", canción con la música escrita por Nicola Di Bari y la letra de Mogol, pero el boloñés renuncia poco antes del Festival y RCA elige al cantautor foggiano para acompañar a los Ricchi e Poveri (Ricos y Pobres). La canción es un gran éxito, llegando a segunda, y Nicola Di Bari se vuelve muy requerido a pesar de que nadie creyera en él antes del Festival.
Un hecho singular puede dar la medida de aquel éxito: se trata todavía hoy de una de las piezas más melódicas y pegadizas de la música italiana del período, que sin embargo ofrecía gran calidad, basta pensar que en San Remo Di Bari fue precedido por Celentano con "Quien no trabaja no hace el amor" y seguido en el tercer puesto por Sergio Endrigo con la propuesta "Arca de Noé", en el cuarto puesto otra pieza que ha entrado en la historia de la música italiana, "Eternidad" de Camelonti, y en el quinto otra canción histórica, "La espada en el corazón", escrita por Lucio Battisti, Mogol y Donida para Patty Pravo y Little Tony.
En la etiqueta del disco se ha indicado producción Número Uno, que es la casa discográfica de Lucio Battisti; en efecto Battisti, al escuchar la canción de Di Bari (cuya letra fue escrita por Mogol), se ofreció a grabar la prueba para presentar a Morandi, y tocó por lo tanto la guitarra, haciéndose acompañar de Franz Di Cioccio en batería, Damiano Dattoli en bajo, Andrea Sacchi en guitarra eléctrica y Flavio Premoli en teclado; cuando Morandi renunció, Nicola Di Bari, aconsejado por el arreglador Giampiero Reverberi, decide utilizar esta base, en cuanto ya era óptima, añadiendo la orquesta de arcos arreglada por el maestro Reverberi.
El segundo puesto de San Remo no detiene a Di Bari: en verano sale con una nueva pieza de gran éxito, "Vagabundo", que conquista las clasificaciones también en Sudamérica y en España, y en otoño repite como el éxito de los sencillos anteriores con "Una jovencita como tú" (versión de una pieza de Bobby Darin con letra en italiano escrita por Giuseppe Lo Bianco).
Nicola Di Bari todavía se impone al gran público y gana el Festival de San Remo en 1971 con "El corazón es un gitano" en pareja con Nada y en 1972 con "Los días del arco iris", también presentados en el Festival de Eurovision de aquel año, en Edimburgo: en tal ocasión recibieron muchos aplausos y lisonjeros juicios de la crítica, ganando un honorable sexto puesto. A esta canción está ligada un episodio de censura: en efecto en el Festival de San Remo le fue impuesto por la comisión de censura de la RAI de modificar una estrofa de "Los días del arco iris", en el que canta "Giacesti bambina ti alzaste giá donna" (te acostaste niña, te levantaste como mujer), modificando el verso en "Tu eras niña, te levantaste ya mujer", en las versiones en disco la modificación está ausente.
En 1971 gana en Canzonissima con "Guitarra suena más bajo", batiendo in extremis a Massimo Ranieri; de esta canción también Mina, años después, ofrecerá una bella interpretación; en 1971 también es el año de un homenaje a Luigi Tenco, con el álbum Nicola Di Bari canta a Luigi Tenco.
En 1973 es el año de "País", que resulta muy exitoso, no repetido por el disco siguiente, Por ejemplo... a mí gusta el Sur, escrito por un joven cantautor, Rino Gaetano, que se volverá después muy conocido años después. Vuelve al Festival de San Remo en 1974 con menos éxito, con "El loco de la aldea", mientras en 1975 se encomienda a Paolo Frescura, que escribe la pieza "El amor te hace linda" (Ti fa bella l'amore), que pasa sin embargo inadvertida.

### El cine
En los años 1970 la actividad artística de Nicola di Bari también ha interesado al cine: ha participado en la película policíaca Turín negra del 1972, con la dirección de Carlo Lizzani y al lado de actores del calibre de Bud Spencer.
En precedencia recitó con otros dos cantantes, Don Backy y Caterina Caselli, en la película La inmensidad – La muchacha del Piper del 1967, dirigida por Oscar De Fina y en La muchacha del cura, de 1970, dirigida por Domenico Paolella.
Los años siguientes, con el cambio de sello discográfico de RCA a Carosello, sus ventas en Italia se ven reducidas (con una pequeña excepción con La más bella del mundo en 1976) y de una consiguiente disminución de la actividad en la península.
Continúa su carrera en Sudamérica, donde continuó logrando considerable éxito aún después de 1975: todavía es posible escuchar en la radio algunas de sus más famosas canciones de los años 1970 traducidas al español. También compuso algunas canciones en esta lengua, cuya versión italiana nunca fue publicada, como son los casos de "El último pensamiento" y "El último romántico", cantadas solo en italiano por Di Bari en una aparición televisiva.(Nicola Di Bari en Internet Movie Database (en inglés).)

## Discografía

### Álbumes
- 1965 - Nicola di Bari - Jolly LPJ 5041
- 1970 - Nicola di Bari - RCA Italiana PSL 10464
- 1971 - Nicola di Bari - RCA Italiana PSL 10494
- 1971 - Nicola di Bari canta Luigi Tenco - RCA Italiana PSL 10520
- 1972 - I giorni dell'arcobaleno - RCA Italiana PSL 10533
- 1973 - Paese - RCA Italiana PSL 10571
- 1973 - Un altro sud - RCA Italiana DPSL 10597
- 1974 - La colomba di carta - RCA Italiana TPL1-1043
- 1975 - Ti fa bella l'amore - RCA Italiana] TPL1-1104
- 1977 - Nicola di Bari - Carosello CLN 25068
- 1981 - Passo dopo passo -[Wea T 58327
- 1986 - Innamorarsi

### Discos compactos
- 1999 - I più grandi successi. Duck Records (nuevas grabaciones con nuevos arreglos)
- 2001 - Un lungo viaggio d'amore

### Recopilaciones
- 1976 - Un successo dopo l'altro - RCA/Linea Tre (republicado en CD en 1992 con nuevos temas añadidos)